# 尊真法親王
尊真法親王（尊眞法親王・そうしんほうしんのう、寛保4年1月19日（1744年3月3日） - 文政7年3月17日（1824年4月16日））は、江戸時代後期の法親王。伏見宮貞建親王の第四皇子で、母は家女房の岡本応子。幼名は雄香宮（おかのみや）、後に喜久宮。諱は成輔。字は良璠。正式な出家が親王宣下後であるため、入道親王とする表記もある。

## 生涯
延享3年（1747年）10月に桜町天皇と姉小路定子（開明門院）の養子になる。当初は一乗院に入る予定であったが、宝暦2年（1752年）になって勅命によって一乗院から連れ戻されて青蓮院を継承し、同年12月に親王宣下を受けた。翌宝暦3年（1753年）に出家、宝暦12年（1762年）に一身阿闍梨となる。
明和元年（1764年）に天台座主に補任され、以降4度にわたって座主を務める。また、同年には二品親王となる。天明5年（1785年）12月に一品親王に叙される。天明7年（1787年）に牛車宣旨を受ける。文化13年閏8月13日（1816年10月4日）に准三宮となる。文政5年（1822年）に老齢のために宮中で杖を用いることを許された。文政7年（1824年）に81歳で逝去。諡号は施無畏王院。墓所は東山区青蓮院宮下の墓地、善峯寺内にある青蓮院宮墓地には遺髪塔がある。
書道に優れており、『入木道十七条之口決』・『入木抄口決』などの著作がある。